# Các nước thành viên Liên minh châu Âu
Liên minh châu Âu (EU) gồm 27 nước có chủ quyền tham gia. Mỗi quốc gia thành viên là thành viên của hiệp ước thành lập của liên minh và do đó chia sẻ các đặc quyền và nghĩa vụ của tư cách thành viên. 27 quốc gia đã đồng ý bằng hiệp ước về chủ quyền được chia sẻ thông qua các thể chế của Liên minh Châu Âu trong một số (nhưng không có nghĩa là tất cả) khía cạnh của chính phủ.
Trong những năm 1950, sáu quốc gia cốt lõi đã thành lập Cộng đồng châu Âu tiền thân của EU (Bỉ, Pháp, Ý, Luxembourg, Hà Lan và Tây Đức). Các nước còn lại đã gia nhập trong các lần mở rộng tiếp theo. Để gia nhập, một nước phải đáp ứng các yêu cầu kinh tế và chính trị được gọi là tiêu chí Copenhagen, yêu cầu ứng cử viên phải có một chính phủ dân chủ, thị trường tự do cùng với các quyền tự do và thể chế tương ứng, đồng thời tôn trọng pháp quyền.
Vương quốc Anh, vốn đã tham gia vào năm 1973, không còn là một nước thành viên EU từ 31 tháng 1 năm 2020. Không có nước thành viên nào khác đã từng rút khỏi Liên minh châu Âu hay đã từng bị đình chỉ.

## Danh sách các nước hội viên EU
| Quốc kỳ           | Quốc huy | Tên thông thường | Tên chính thức           | Ngày gia nhập    | Dân số      | Diện tích (km²) | Thủ đô     |
| ----------------- | -------- | ---------------- | ------------------------ | ---------------- | ----------- | --------------- | ---------- |
| Áo                |          | Áo               | Cộng hòa Áo              | 1 tháng 1, 1995  | 8.340.924   | 83.871          | Viên       |
| Bỉ                |          | Bỉ               | Vương quốc Bỉ            | 25 tháng 3, 1957 | 10..666.866 | 30.528          | Bruxelles  |
| Bulgaria          |          | Bulgaria         | Cộng hòa Bulgaria        | 1 tháng 1, 2007  | 7.640.238   | 110.910         | Sofia      |
| Croatia           |          | Croatia          | Cộng hòa Croatia         | 1 tháng 7, 2013  | 4.284.889   | 56.594          | Zagreb     |
| Cộng hòa Síp      |          | Síp              | Cộng hòa Síp             | 1 tháng 5, 2004  | 778.700     | 9.251           | Nicosia    |
| Cộng hòa Séc      |          | Cộng hòa Séc     | Cộng hòa Séc             | 1 tháng 5, 2004  | 10.403.100  | 78.866          | Praha      |
| Đan Mạch          |          | Đan Mạch         | Vương quốc Đan Mạch      | 1 tháng 1, 1973  | 5.511.451   | 43.094          | Copenhagen |
| Estonia           |          | Estonia          | Cộng hòa Estonia         | 1 tháng 5, 2004  | 1.340.935   | 45.226          | Tallinn    |
| Phần Lan          |          | Phần Lan         | Cộng hòa Phần Lan        | 1 tháng 1, 1995  | 5.312.415   | 338.145         | Helsinki   |
| Pháp              |          | Pháp             | Cộng hòa Pháp            | 25 tháng 3, 1957 | 64.473.140  | 674.843         | Paris      |
| Đức               |          | Đức              | Cộng hòa Liên bang Đức   | 25 tháng 3, 1957 | 82.218.000  | 357.050         | Berlin     |
| Hy Lạp            |          | Hy Lạp           | Cộng hòa Hy Lạp          | 1 tháng 1, 1981  | 11.125.179  | 131.990         | Athens     |
| Hungary           |          | Hungary          | Cộng hòa Hungary         | 1 tháng 5, 2004  | 10.036.000  | 93.030          | Budapest   |
| Cộng hòa Ireland  |          | Ireland          | Cộng hòa Ireland         | 1 tháng 1, 1973  | 4.501.000.  | 70.273          | Dublin     |
| Ý                 |          | Ý                | Cộng hòa Ý               | 25 tháng 3, 1957 | 59.619.290  | 301.318         | Roma       |
| Latvia            |          | Latvia           | Cộng hòa Latvia          | 1 tháng 5, 2004  | 2.266.000   | 64.589          | Riga       |
| Litva             |          | Litva            | Cộng hòa Litva           | 1 tháng 5, 2004  | 3.357.873   | 65.303          | Vilnius    |
| Luxembourg        |          | Luxembourg       | Đại công quốc Luxembourg | 25 tháng 3, 1957 | 483.800     | 2.586           | Luxembourg |
| Malta             |          | Malta            | Cộng hòa Malta           | 1 tháng 5, 2004  | 407.810     | 316             | Valletta   |
| Hà Lan            |          | Hà Lan           | Vương quốc Hà Lan        | 25 tháng 3, 1957 | 16.471.968  | 41.526          | Amsterdam  |
| Ba Lan            |          | Ba Lan           | Cộng hòa Ba Lan          | 1 tháng 5, 2004  | 38.115.641  | 312.683         | Warszawa   |
| Bồ Đào Nha        |          | Bồ Đào Nha       | Cộng hòa Bồ Đào Nha      | 1 tháng 1, 1986  | 10.599.095  | 92.391          | Lisboa     |
| România           |          | România          | Cộng hòa România         | 1 tháng 1, 2007  | 21.538.000  | 238.391         | Bucharest  |
| Slovakia          |          | Slovakia         | Cộng hòa Slovakia        | 1 tháng 5, 2004  | 5.400.998   | 49.037          | Bratislava |
| Slovenia          |          | Slovenia         | Cộng hòa Slovenia        | 1 tháng 5, 2004  | 2.025.866   | 20.273          | Ljubljana  |
| Tây Ban Nha       |          | Tây Ban Nha      | Vương quốc Tây Ban Nha   | 1 tháng 1, 1986  | 46.063.511  | 506.030         | Madrid     |
| Thụy Điển         |          | Thụy Điển        | Vương quốc Thụy Điển     | 1 tháng 1, 1995  | 9.253.675   | 449.964         | Stockholm  |
| Liên minh châu Âu | –        | EU-27            | Liên minh châu Âu        | –                | 437.922.290 | 4.211.484       | –          |

## Việc mở rộng

Quá trình mở rộng Liên minh châu Âu

Liên minh được thành lập bởi "6 nước bên trong" (Inner Six), các nước này sẵn lòng dẫn đầu Cộng đồng trong khi các nước khác vẫn hoài nghi. Chỉ một thập kỷ trước khi các nước đầu tiên thay đổi chính sách và tìm cách gia nhập Liên minh, thì điều đó dẫn tới chủ trương hoài nghi đầu tiên về việc mở rộng Liên minh. Tổng thống Pháp Charles de Gaulle e ngại việc gia nhập của Anh sẽ là một con ngựa thành Troia của Hoa Kỳ nên đã phủ quyết (việc gia nhập của Anh). Chỉ sau khi Charles de Gaulle rời bỏ chức vụ và sau một cuộc nói chuyện 12-giờ giữa thủ tướng Anh Edward Heath và tổng thống Pháp Georges Pompidou thì đơn xin gia nhập lần thứ ba của Anh mới được chấp nhận.
Cùng xin gia nhập với Anh là Ireland, Đan Mạch và Na Uy. Tuy nhiên, trong cuộc bỏ phiếu đầu tiên, các cử tri Na Uy đã bác bỏ việc gia nhập chỉ còn lại Đan Mạch và Ireland gia nhập cùng với Vương quốc Anh (đến ngày 31/1/2020, Vương quốc Anh chính thức rời khỏi EU sau 47 năm là thành viên của khối này). Nhưng mặc dù các thoái trào, và việc Greenland rút ra khỏi chức hội viên của Đan Mạch năm 1985, 3 nước khác đã gia nhập Cộng đồng trước khi cuộc Chiến tranh lạnh chấm dứt.
Năm 1987, dự án mở rộng địa lý đã được thử nghiệm khi Maroc xin gia nhập, và bị bác bỏ vì không được coi là một nước châu Âu.
Năm 1990 cuộc Chiến tranh lạnh đi tới kết thúc và Đông Đức được hoan nghênh trong Cộng đồng như một phần của nước Đức thống nhất. Ngay sau đó các nước trước kia trung lập là Áo, Phần Lan và Thụy Điển đã gia nhập Liên minh châu Âu mới, tuy nhiên Thụy Sĩ, xin gia nhập năm 2002, đã ngưng xin gia nhập do các cử tri bỏ phiếu phản đối trong khi Na Uy, xin gia nhập một lần nữa, nhưng cũng lại bị các cử tri bỏ phiếu bác bỏ.) Trong khi đó, các nước thành viên của khối Đông Âu cũ và Nam Tư đều bắt đầu tiến hành việc xin gia nhập Liên minh châu Âu.
10 nước trong số đó đã được gia nhập trong đợt mở rộng lớn lao ngày 1.5.2004, tượng trưng cho sự thống nhất giữa Đông và Tây Âu trong Liên minh châu Âu.
Năm 2007 có các nước hội viên mới gia nhập là Bulgaria và România. Liên minh đã dành ưu tiên cho các nước phía tây vùng Balkan. Croatia, Macedonia và Thổ Nhĩ Kỳ đều là các ứng viên chính thức được công nhận. Thổ Nhĩ Kỳ, xin gia nhập từ thập niên 1980, là một vấn đề gây nhiều tranh cãi, nhưng đã đi vào thương thuyết năm 2004 (xem Việc gia nhập Liên minh châu Âu của Thổ Nhĩ Kỳ). Hiện nay chưa có kế hoạch ngưng việc mở rộng; theo các tiêu chuẩn Copenhagen, chức hội viên Liên minh châu Âu mở ngỏ cho bất cứ quốc gia châu Âu nào ổn định, có thị trường tự do, có nền dân chủ tự do, tôn trọng luật pháp và nhân quyền. Hơn nữa, phải sẵn lòng chấp nhận mọi nghĩa vụ của một hội viên, như chấp nhận thi hành mọi luật lệ sẵn có và sẵn sàng gia nhập đồng euro.
Có nhiều nước có mối liên hệ nhiều với Liên minh châu Âu, tương tự như các yếu tố của chức hội viên. Sau khi Na Uy thất bại trong việc gia nhập Liên minh, nước này trở thành một thành viên của Khu vực kinh tế châu Âu, trong đó cũng gồm có Iceland và Liechtenstein (mọi thành viên cũ đã gia nhập Liên minh châu Âu, ngoại trừ Thụy Sĩ bác bỏ). Khu vực kinh tế châu Âu nối các nước này vào thị trường chung Liên minh châu Âu, mở rộng 4 quyền Tự do của Liên minh (four freedoms) tới các nước này. Đổi lại, các nước này trả lệ phí cho chức thành viên và chấp nhận thi hành nhiều lãnh vực của Luật châu Âu. Ảnh hưởng dân chủ (đối với các nước trên) của việc này thường được mô tả là nền dân chủ sao chép (fax democracy) (chờ các luật mới của Liên minh châu Âu được đánh fax từ Bruxelles tới).
Một mẫu khác hẳn là Bosna và Hercegovina, đang dưới sự giám sát quốc tế. Đại biểu cấp cao cho Bosna và Hercegovina là một nhà cai trị quốc tế có nhiều quyền trên nước này để bảo đảm hòa ước được tôn trọng. Đại biểu cấp cao này cũng là đại biểu của Liên minh châu Âu, và trên thực tế, được Liên minh châu Âu bổ nhiệm. Trong vai trò này, và vì hoài bão lớn của Bosna và Hercegovina là được gia nhập Liên minh châu Âu, nên trên thực tế, nước này dã trở thành nước được Liên minh châu Âu bảo hộ. Đại biểu được Liên minh châu Âu bổ nhiệm có quyền áp đặt pháp luật và bãi nhiệm các viên chức được bầu và các công chức dân sự, có nghĩa là Liên minh châu Âu đã trực tiếp kiểm soát Bosna và Hercegovina nhiều hơn chính nước hội viên của Liên minh. Thực vậy, quốc kỳ của Bosna và Hercegovina đã được lấy theo mẫu Cờ Liên minh châu Âu.

## Đại diện
Mỗi nước hội viên đều có đại diện trong các thể chế của Liên minh châu Âu. Chức hội viên hoàn toàn cho chính phủ của nước hội viên một ghế trong Hội đồng Liên minh châu Âu và Hội đồng châu Âu. Khi các quyết định không được đồng thuận, thì lá phiếu có sức nặng là của nước hội viên có dân số đông hơn so với nước ít dân.
Tương tự như vậy, mỗi nước đều được phân cho các ghế trong Nghị viện châu Âu tùy theo số dân nhiều hay ít. Tuy nhiên các nghị sĩ trong Nghị viện châu Âu đều được bầu bằng cách phổ thông đầu phiếu từ năm 1979 (trước đó các nghị sĩ này do Nghị viện quốc gia của mình biệt phái sang), mà không do các chính phủ bổ nhiệm. Tuy nhiên, các chính phủ được bổ nhiệm một thành viên vào Ủy ban châu Âu (với sự đồng ý của Chủ tịch Ủy ban châu Âu), Tòa án Cộng đồng châu Âu (với sự đồng ý của các thành viên khác) và Tòa án kiểm toán.
Trong lịch sử, các nước hội viên lớn hơn được cử thêm một ủy viên nữa. Tuy nhiên, do cơ quan này lớn lên, nên quyền cử thêm ủy viên của các nước lớn bị bãi bỏ, và mỗi nước đều có đại diện bằng nhau. Tuy nhiên các nước hội viên lớn nhất được có một tổng luật sư tại Tòa án Cộng đồng châu Âu. Sau hết, việc quản lý Ngân hàng Trung ương châu Âu được thực hiện bởi các thống đốc của mỗi ngân hàng quốc gia (được hoặc không được chính phủ bổ nhiệm).